# Andréi Jrzhanovski
Andréi Yúrievich Jrzhanovski (en ruso: Андрей Юрьевич Хржано́вский; nacido el 30 de noviembre de 1939 en Moscú) es un animador, documentalista, escritor y productor soviético y ruso conocido por realizar películas de arte. Es el padre del director Ilya Khrzhanovsky. Está casado con la filóloga, editora y guionista María Neyman. Artista del Pueblo de Rusia (2011).

## Carrera
Saltó a la fama en Occidente con su película de 2009 Una habitación y media, protagonizada por Grigori Ditiatkovski, Serguéi Yurski y Alisa Freindlich, que se se basa en la vida de Joseph Brodsky. Aunque la comedia negra de Jrzhanovski se reflejó en Allí vivió Kozyavin, de 1966, y que era claramente un comentario sobre el peligroso absurdo de una burocracia comunista regimentada. Pese a ello, fue aprobada por el estudio estatal Soyuzmultfilm. Sin embargo, La armónica de cristal, en 1968, continuando con la temática de burócratas despiadados confrontados por el poder liberador de la música y el arte, fue la primera película animada en ser prohibida oficialmente en la Unión Soviética, y que se mantuvo así hasta la perestroika.

## Filmografía (selección)
- Allí vivió Kozyavin (1966, cortometraje, en ruso: Жил-был Козявин)
- La armónica de cristal (1968, cortometraje, en ruso: Стеклянная гармоника)[7]
- Armoire (1970, cortometraje)
- La mariposa (1972, cortometraje, ruso : Бабочка)
- Un cuento fantástico (1978, en ruso: Чудеса в решете)
- Tr ilogía de Pushkin (1986)
- El león de la barba blanca (1995, en ruso: Лев с седой бородой)
- Un gato y medio (2002, en ruso: Полтора кота)
- Una Habitación y media (2009, en ruso: Полторы комнаты)
- La nariz o la conspiración de los disidentes (2020, en ruso: Нос, или Заговор не таких)